# Blickling Hall

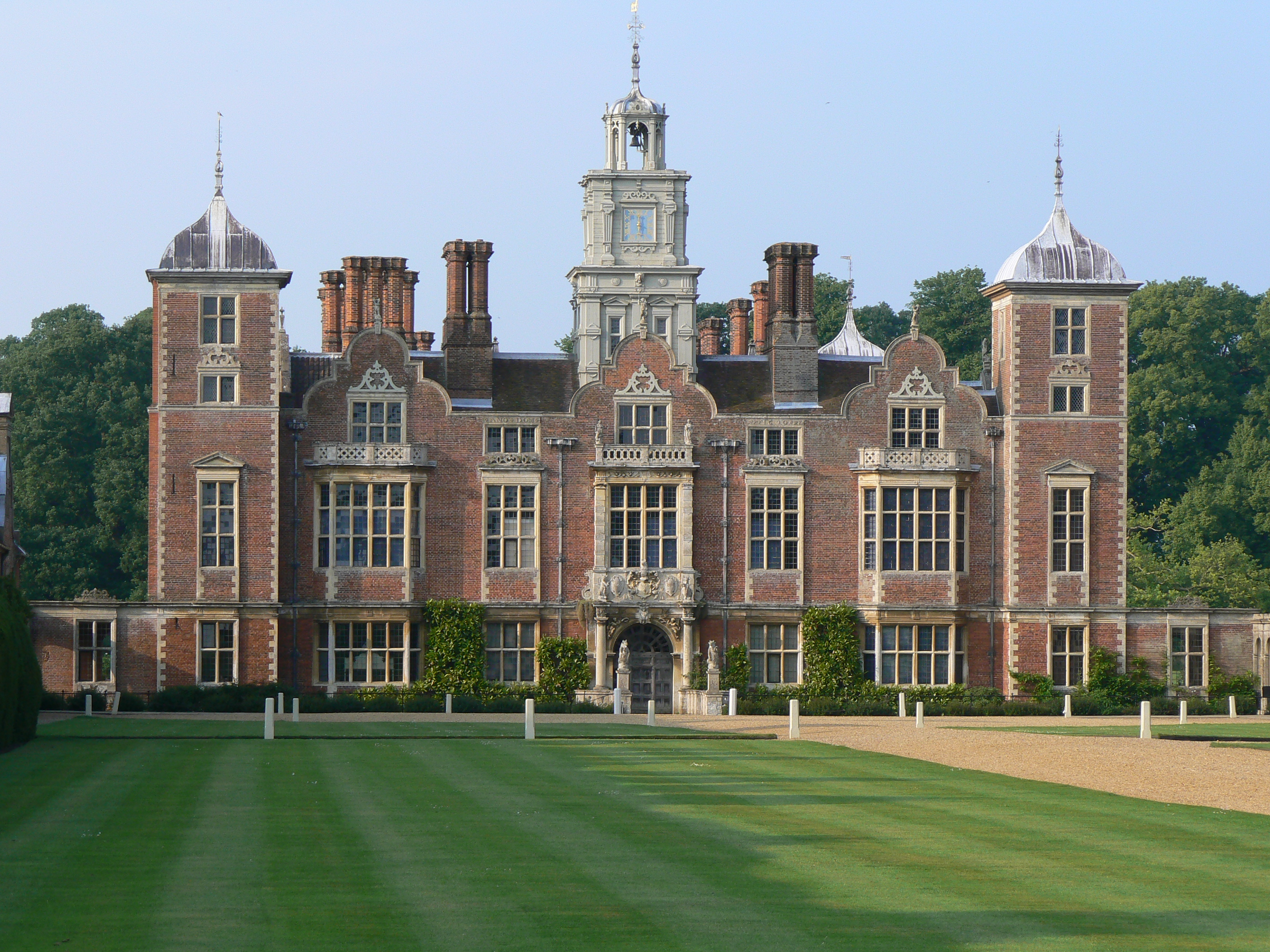
Blickling Hall.

Blickling Hall es una casa solariega en el pueblo de Blickling al norte de Aylsham en el condado de Norfolk, en Inglaterra, y está bajo protección del National Trust desde 1940.

## Historia
Blickling Hall estuvo en posesión de la familia Bolena, y era el hogar de Thomas Bolena, Conde de Wiltshire y su esposa, Elizabeth, entre 1499 y 1505. Se dice que sus dos primeros hijos María y George nacieron en Blickling Hall, junto con otros muchos bebés Bolena que no vivieron mucho. Si el hijo más famoso de los Bolena, Ana, nació antes de 1505, entonces también nació en Blickling. Otros historiadores sostienes que Ana nació después de 1505, probablemente en 1507, y para entonces Sir Thomas se había mudado al Castillo de Hever en Kent. Sin embargo, una estatua y un retrato de Ana Bolena están en Blickling Hall con una inscripción que dice "Anna Bolena hic nata 1507" (Ana Bolena nació aquí en 1507).
El actual Blickling Hall fue construido sobre las ruinas de la antigua propiedad de los Bolena, bajo reinado de Jacobo I, por la familia Hobarts. En 1616, Sir Henry Hobart Lord Chief Justice de la corte de derecho anglosajón y 1º Barón compró Blickling a Robert Clere. El arquitecto de Hatfield House, Robert Lyminge, fue el creador del diseño de la actual estructura. El Lord Chief Justice se casó con Dorothy, la hija de Sir Robert Bell de Beaupre Hall, Presidente de la Cámara de los Comunes entre 1572 y 1576. En toda la finca hay gran cantidad de material heráldico.

## En el siglo XX
Durante la II Guerra Mundial la casa fue requisada y sirvió como cuartel de oficiales de la cercana RAF de Oulton. Fue por esta época cuando la casa y los terrenos pasaron a formar parte del National Trust, en virtud de los términos del régimen de las Casas de Campo.
Al final de la guerra la casa fue devuelta. El National Trust la dejó a los inquilinos hasta 1960, cuando empezaron los trabajos de restauración de la casa encaminados a devolverla su imagen histórica. La casa y los terrenos fueron abiertos al público en 1962 y permanecen abiertos al público bajo el nombre de "Blicking Hall, Jardín & Parque".

## Biblioteca
La biblioteca de Blickling Hall contuvo y todavía contiene una de las colecciones más importantes de libros y manuscritos de Inglaterra. El manuscrito más importante asociado con la casa son las Homilías de Blickling, que es uno los más antiguos ejemplares existentes de escritos ingleses vernaculares. Este volumen se alberga actualmente en la biblioteca Firestone en la Universidad de Princeton, en propiedad privada de la familia Scheide que reside en Nueva Jersey. Las Homilías de Blickling han sido editadas y traducidas en dos ocasiones, una en el siglo XIX por Richard Morris, y muy recientemente por Richard J. Nelly.